# 謝邦薦
謝邦薦（？—？），字可文，號啓明，浙江台州府太平县人。宝庆知府谢省五世孙。

## 生平
万历四十六年（1618年）戊午科浙江乡试举人，四十七年（1619年）联捷己未科進士，历任上饶知县，时饶乡老欲筑壩为利，饶民以不便群籲于公，公从民便，致忤权贵，因被谪温州教授，既而魏珰事败，起公为刑部主事。

## 家族
曾祖謝若，生员。祖父謝堪，父謝燦然，俱生员。